# Noro (Îles Salomon)
Pour les articles homonymes, voir Noro.
Noro est une ville de la province des Salomon Ouest et est situé sur l'île de Nouvelle-Géorgie.
Gizo, Munda et Noro est une des plus grandes villes de l'archipel de La Nouvelle-Géorgie.
Infrastructure 
Noro a un port en eau profonde, qui a remplacé l'ancien port de Gizo. La principale source de revenus est la pêche par l'évolution nationale de la pêche limitée.